# Mochokus
Mochokus (Мохок) — рід риб родини Пір'явусі соми ряду сомоподібні. Має 2 види.

## Опис
Загальна довжина представників цього роду коливається від 3,1 до 6,5 см. Голова відносно велика, сплощена зверху. Очі помірно великі, розташовані у верхній частині голови, з боків. Є 3 пари вусів, найдовші розташовані в кутах рота. Тулуб подовжений, кремезний. Спинний плавець високий, повернутий назад, з 1 жорстким променем. Жировий плавець середнього розміру або великий. Грудні плавці подовжені, з зазубреними шипами. Черевні плавці невеличкі. Анальний плавець видовжений. Хвостовий плавець сильно розділений, лопаті різної довжини.
Забарвлення коричневе, передня частина й голова більш темніші або жовтувато з коричневими й чорними плямами.

## Спосіб життя
Біологія вивчена недостатньо. Це демерсальні риби. Воліють до прісних вод. Активні у присмерку та вночі. Живляться водяними обростаннями й невеличкими водними організмами.
Самиця відкладає кладку з ікри.

## Розповсюдження
Мешкають у басейнах річок Ніл, Нігер і озері Чад.

## Види
- Mochokus brevis
- Mochokus niloticus